# Борго Стационе (Мачерата)
Борго Стационе (итал. Borgo Stazione) насеље је у Италији у округу Мачерата, региону Марке.
Према процени из 2011. у насељу је живело 4244 становника. Насеље се налази на надморској висини од 40 м.